# Praise Petey
Praise Petey est une série télévisée d'animation américaine en dix épisodes de 22 minutes créée par Anna Drezen, produite par 20th Television et diffusée entre le 21 juillet et le 18 août 2023 sur Freeform.
Cette série est inédite dans tous les pays francophones.

## Synopsis
Petey, une "it" girl de New York voit sa vie s'effondrer. Comme par hasard, un mystérieux cadeau de son père lui donne un nouveau souffle : elle va s'installer dans une petite ville. L'adaptation va être compliquée...

## Distributions

### Voix originales

#### Acteurs principaux
- Annie Murphy : Petra « Petey » St. Barts
- John Cho : Bandit
- Kiersey Clemons : Eliza
- Christine Baranski : White St. Barts
- Amy Hill : Mae Mae
- Stephen Root : le père de Petey
- Brian Jordan Alvarez : Emmett

#### Récurrents
- Joel Kim Booster
- Anna Drezen: Ella
- Sheryl Lee Ralph
- James Austin Johnson : le pharmacien
- Kenan Thompson : Elder Amos
- Fred Tatasciore : Elder Duncan
- James Hong : Elder Belshazzar
- Paget Brewster : Épouse Beth
- Debra Wilson : Épouse Joslyn
- Alex Song-Xia : Épouse Wendy
- Paris Sashay : Grease Trap Connie
- Eve Plumb : Big Judy

#### Invités
- Alan Tudyk : lui-même[2]
- Alfred Molina : Human Shih Tzu[3]
- Michael Cera : Little Einstein[4]

## Fiche technique
- Titre original : Praise Petey
- Création : Anna Drezen
- Musique : Kathryn Bostic
- Production : Anna Drezen, Monica Padrick, Mike Judge, Greg Daniels, Dustin Davis, Alex Bulkley, Corey Campodonico
- Sociétés de production : Gorgeous Horse Productions, The Monica Padrick Company, Bandera Entertainment, ShadowMachine, 20th Television Animation
- Pays : États-Unis
- Langue : anglais
- Nombre d'épisodes : 10 épisodes (1 saison)
- Durée : 22 minutes

## Production
En décembre 2021, Freeform a annoncé une commande de série pour la série animée Praise Petey. La série a été créée par Anna Drezen et est produite de manière exécutive par Monica Padrick, avec 20th Television Animation, une division de Disney Television Studios, coproduisant la série, aux côtés de Mike Judge et Greg Daniels de Bandera Entertainment, et Alex Bulkley, Corey Campodonico et Monica Padrick de ShadowMachine. Les services d'animation ont été fournis par Jam Filled Entertainment, une division de Boat Rocker Media. La production a commencé au début de l'année 2022.
Le 13 novembre 2023, Freeform annule la série.

## Sortie
La série a débuté le 21 juillet 2023 sur Freeform. Deux épisodes sont diffusés dans l'ordre chaque semaine, et sont disponibles en streaming sur Hulu le jour suivant,.

## Épisodes
1. Taxi to the South! (Titre français inconnu)
2. Unemployment Crisis (Titre français inconnu)
3. We Need $30 (Titre français inconnu)
4. Father's Knee (Titre français inconnu)
5. Barn Wedding (Titre français inconnu)
6. Not-Sad Adult Birthday (Titre français inconnu)
7. The Tangible Secret (Titre français inconnu)
8. Drippy Drips (Titre français inconnu)
9. Punishment Hole (Titre français inconnu)
10. Comet Day (Titre français inconnu)

## Accueil
Judy Berman de Time a qualifié la série de "plus belle surprise de la télévision estivale". Elle a salué la "conscience aiguë de Drezen de l'absurdité de la mise en place d'un récit d'émancipation féminine au sein d'une secte sanguinaire" et a qualifié la série de "comédie post-girlboss distincte, qui reconnaît la détermination de Petey à transformer New Utopia en un trope de girl-power".
Jenna Scherer de The A.V. Club a donné à la série une note de B-, notant qu'elle rappelait trop, ou du moins servait de parodie à Bienvenue à Schitt's Creek (qui a également impliqué Annie Murphy), et l'a qualifiée de "générique par conception", mais a tout de même pu trouver la série "indéniablement charmante" avec des "blagues à la minute" qui, selon elle, fonctionnaient environ "70 pour cent du temps".
Daniel Kurland de Bubbleblabber a donné à la série une note de 8,5 sur 10, louant en particulier la partie de la série consacrée à la romance entre Petey et Bandit, en disant : « Il y a une énergie ludique de romance entre Petey et Bandit, le beau gosse de la ville, qui veut et ne veut pas. C'est assez télégraphié, mais cela fonctionne toujours et devient plus naturel avec le temps, même si c'est né d'un endroit éculé. L'écriture de Petey est suffisamment intelligente pour aller au-devant de tout cela et vous donner envie de soutenir l'amour de ces deux enfants fous. Au moins, c'est encourageant de voir une série qui a autant de personnages féminins forts où toutes les meilleures répliques viennent des femmes ».